# Regne d'Altava
El Regne d'Altava era un regne amazic cristià independent, centrat en la ciutat d'Altava, al nord d'Algèria. El Regne d'Altava fou un estat successor de l'anterior Regne Mauroromà que havia controlat gran part de l'antiga província romana de Mauritània Cesariense. Aquest regne va col·lapsar com a conseqüència de les campanyes militars romanes orientals, i va disminuir la seua influència i poder, després que Garmul envaís l'Exarcat d'Àfrica.
El col·lapse del Regne Mauroromà dugué al sorgiment de petits regnes amazics a la zona, inclòs el Regne d'Altava, que se centrà en la capital de l'antic regne. El regne va continuar existint al Magrib fins a la conquesta de la regió pel Califat omeia en els  segles VII i VIII.

## Història

### Antecedents

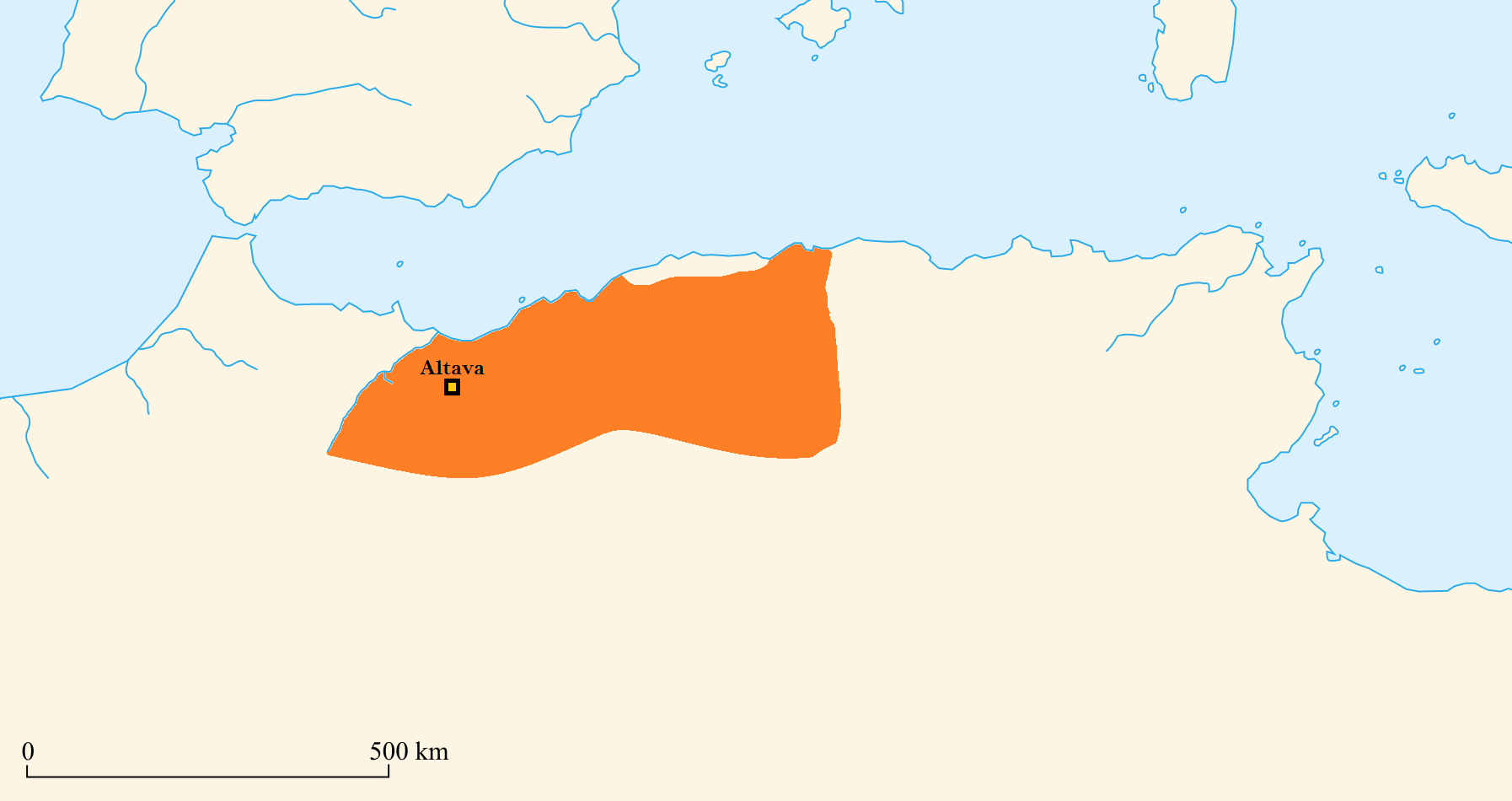
Mapa del Regne mauroromà abans que col·lapsàs en el

El Regne mauroromà es va establir a començament del segle V després de les conquestes parcials amazics de la Mauritània romana. El domini romà directe s'havia limitat a unes poques ciutats de la costa, com ara Septum (Ceuta) a la Mauritània Tingitana i Cesarea a la Mauritània Cesariense, a la fi del segle III. Les fonts històriques sobre àrees de l'interior són escasses, però sembla que foren controlades per governants amazics autòctons que, tanmateix, van mantenir un cert grau de cultura romana, incloses les ciutats, i solien reconéixer nominalment la sobirania dels emperadors romans.
Després de la conquesta dels vàndals del nord d'Àfrica i l'establiment del Regne Vàndal, aquestes ciutats es van aïllar per complet i acabaren sota el control dels amazics romanitzats de l'àrea. Els amazics formaven un regne independent, conegut com el Regnum Maurorum et Romanorum, 'Regne dels magribins i romans'. Aquest regne era un poder autòcton i sovint es trobava en guerra amb el veí Regne dels vàndals. Quan l'Imperi Romà d'Orient va envair els vàndals en el seu reeixit intent de conquerir el nord d'Àfrica, el Regne Mauroromà sota el comandament de Masuna, s'alià amb ells contra els vàndals. Els governants posteriors, però, van entrar en conflicte amb l'imperi. Després d'una campanya militar fallida sota el rei Garmul contra l'Imperi Romà d'Orient, l'imperi reincorporà alguns territoris costaners i el Regne va col·lapsar.

### L'estat romanent d'Altava
Tot i que el domini del Regne Mauroromà havia declinat i altres regnes s'havien aixecat de les seues ruïnes, com el Regne dels Ouarsenis, i el Regne dels Hodna, un regne amazic romanitzat continuà sent governat des de la ciutat d'Altava, tot i ser significativament més petit que el Regne governat per Garmul. Durant aquest període, el cristianisme esdevingué la religió predominant d'Altava, amb influències  sincrètiques de la religió amazic tradicional. En aquesta època es va construir una nova església a la capital, Altava.
L'últim governant registrat del Regne d'Altava fou Kosayla (també Koceila o Kusaila), 'lleopard' en tamazic. Va morir l'any 690, lluitant contra la conquesta musulmana del Magrib. També fou un dirigent de la tribu amazic Auraba i possiblement cap cristià de la confederació Sanhadja. És conegut per haver liderat una dura resistència amazic contra la conquesta del Magrib pel Califat Omeia en la dècada dels 680.

Al 683, Uqba ibn Nafi va morir en la batalla de Vescera, a prop de Biskra, per la mà de Kosayla, que va obligar els àrabs a evacuar la ciutat acabada de fundar de Kairuan, per a després retirar-se a Cirenaica. El 688, però, hi van arribar els reforços àrabs d'Abd al-Màlik ibn Marwan sota el comandament de Zuhair ibn Kays. Kosayla es va trobar amb ells el 690, amb el suport de les tropes romanes d'Orient, en la batalla de Mamma. Molt superats en nombre, Auraba i els romans foren derrotats, i Kosayla assassinat.

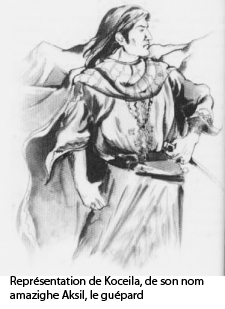
Rei Kosayla d'Altava

Amb la mort de Kosayla, la resistència va passar a una tribu coneguda com Jerawa, que tenia la base a les muntanyes Aurés: les seues tropes amazics cristianes després de la seua mort van lluitar més tard sota el comandament de Kàhina, la darrera reina dels amazics romanitzats.

## Llista de reis d'Altava
| Monarca          | Regnat  | Notes |
| ---------------- | ------- | --- |
| Desconeguts      |         | No hi ha dades entre els anys 578 i 670 |
| Sekerdid el Romà | 670?    | Aparentment d'ascendència de Roma de l'est, abdicà i més tard ajudà a Kosayla en la batalla                                                                             |
| Kosayla          | 680-690 | Últim rei d'Altava, liderà una resistència efectiva contra els musulmans que conquistaren el Magrib el 680. També conegut com Aksil (ⴰⴾⵙⵉⵍ) en amazic i Kusaila en àrab |